# Fisherman's Challenge
Fisherman's Challenge est un jeu vidéo de pêche développé et édité par Konami, sorti en 2003 sur PlayStation 2.

## Accueil
- Jeux vidéo Magazine : 5/20[1]
- Jeuxvideo.com : 10/20[2]